# The Bumpers
The Bumpers sono stati negli anni '60 un complesso beat romano, uno dei tre esecutori della messa beat.

## Storia del gruppo
Dopo precedenti incisioni, nel 1966 vengono coinvolti dal maestro Marcello Giombini nella realizzazione de "La Messa dei Giovani", nota come messa beat, eseguita in prima assoluta nella cappella Borromini a Roma il 27 aprile 1966, alla presenza di un foltissimo pubblico, e dei mass media, compresa una troupe televisiva della RAI. L'evento, realizzato insieme ai gruppi Angel and the Brains e I Barrittas, destò molto scalpore nella Chiesa Cattolica, dando ulteriore impulso alla modernizzazione allora in atto del canto liturgico.
L'esibizione è stata immortalata su disco, divenuto un album cult, ristampato qualche anno dopo.

## Formazione
- Giancarlo Martucci: basso e voce
- Sandro Gargano: organo e voce
- Piero Tinacci: chitarra solista
- Amedeo Martucci: batteria e voce
- Alberto Sinibaldi: chitarra e voce
- Bruno Paoloni: chitarra solista

## Discografia

### Album
- 1966 - La messa dei giovani (con Angel and the Brains e I Barrittas)

### Singoli
- 1966 - Sanctus (Santo)/Credo (Io credo)
- 1966 - Cupidation/Marion
- 1966 - Bumper to Bumper / Il quadro di Picasso
- 1968 - Il ballo dello Yo Yo/Cupidation
- 1968 - Il Delfino / Il Coccodrillo